# Iain Lawrence
Iain Lawrence (25. února 1955, Sault Ste. Marie, Ontario, Kanada) je anglicky píšící kanadský spisovatel především knih pro děti a mládež.

## Život
Iain Lawrence se narodil roku 1955 v Sault Ste. Marie v Ontariu jako druhý ze čtyř dětí britských přistěhovalců. Vystudoval žurnalistiku na Langara College ve Vancouveru a poté pracoval v různých novinách v severní Britské Kolumbii. Ve svém volném čase napsal a vydal dvě knihy o jachtingu, který je jeho koníčkem, a také se začal věnovat dětské literatuře. Od roku 2000 žije se svou přítelkyní na ostrově Gabriola při pobřeží Britské Kolumbie v průlivu Strait of Georgia.
Svou prvotinu, dobrodružný román The Wreckers (Vykradači vraků) vydal roku 1998. Nyní je autorem vice než patnácti knih, za které obdržel celou řadu cen, například roku 2007 cenu generálního guvernéra Kanady za dětskou literaturu (The Governor General's Literary Awards). V tom samém roce ohlásilo nakladatelství Random House, že v Severní Americe bylo prodáno milión výtisků jeho knih.

## Dílo

### Odborné knihy
- Far-Away Places: 50 Anchorages on the Northwest Coast (1995), vodácká příručka zabývající se kotvišti na vodních tocích v Britské Kolumbii.

### Beletrie
- High Seas (Širé moře), trilogie dobrodružných románů, odehrávajících se na počátku 19. století.
  - The Wreckers (1998, Vykradači vraků), první díl trilogie se odehrává na pustém pobřeží Cornwallu, kde žije skupina vesmičanů, která láká lodi na skaliska a jejich vraky pak vykrádá. Pokud někdo z lodí ztroskotání přežije, je jimi zavražděn. Čtrnáctiletému chlapci Johnovi Spencerovi, hlavnímu hrdinovi trilogie, hrozí stejný osud, protože jako svědek zločinu může vesničny odhalit.
  - The Smugglers (1999, Pašeráci), v druhém dílu trilogie je John Spencer pověřen převést společně se zkušeným kapitánem nově zakoupenou loď svého otce z Doveru do Londýna. Přitom se zaplete s pašeráky a jde mu o život.
  - The Buccaneers (2001, Piráti), v závěrečném díle trilogie se plaví sedmnáctiletý John Spencer na obchodní lodi svého otce do Západní Indie na Jamajku a dostane se do střetu s piráty.
- Ghost Boy (2000), příběh chlapce, který uteče k cirkusu.
- Lord of the Nutcracker Men (2001), román odehrávající se v Anglii během prvního roku první světové války, jehož hlavním tématem je nesmyslnost a iracionalita války.
- The Lightkeeper's Daughter (2002, Dcera strážce majáku), příběh o rozpadu rodiny odehrávající se na malém ostrově v Tichém oceánu.
- B for Buster (2004), román líčící zážitky mladíka sloužícího za druhé světové války jako radista v anglickém letectvu.
- The Curse of the Jolly Stone, trilogie, dobrodružný příběh z 19. století o muži neprávem odsouzeném za vraždu a deportovaném do Austrálie.
  - The Convicts (2004, Odsouzenci)
  - The Cannibals (2005, Kanibalové)
  - The Castaways (2007, Trosečníci)
- Gemini Summer (2006, Léto blíženců), román vyprávějící vypráví příběh mladého chlapce, který se musí naučit vyrovnat se se ztrátou svého bratra, který zahynul při tragické nehodě. Právě za tuto knihu obdržel autor roku 2007 cenu generálního guvernéra Kanady za dětskou literaturu (Tle Governor General's Literary Awards).
- The Seance (2008), detektivní román odehrávající se v USA roku 1920, jehož hrdinou je třináctiletý kouzelník, obdivující Harryho Houdiniho.
- The Giant-Slayer (2009), fantastický pohádkový příběh, který si roku 1955 vyprávějí tři děti postižené obrnou. Aby mohly dýchat, jsou vložení do tzv. železných plic, ve kterých se nemohou ani pohnout (tento dýchací přístroj simuluje normální činnost plic tím, že vyvíjí podtlak, kterým rozšiřuje jejich objem a tak do nich vhání vzduch).
- Winter Pony (2011, krutý příběh vyprávěný z pohledu sibiřského poníka, který se účastní závodu mezi dvěma polárníky (Robetem Falconem Scottem a Roaldem Amundsenem), z nichž každý se snaží dosáhnout jako první jižního pólu. V extrémních podmínkách poník zahyne.

## Česká vydání
- Pašeráci, Albatros, Praha 2004, přeložila Olga Turečková.